# 赫拉科韋 (丘胡伊夫區)
49°42′59″N 36°49′14″E / 49.71639°N 36.82056°E
赫拉科韋（烏克蘭語：Гракове）是位於烏克蘭東部的村莊，由哈爾科夫州丘胡伊夫区的契卡洛夫斯凱市鎮負責管轄。該村處於赫尼利察河畔，始建於1758年，面積2.58平方公里，海拔高度129米，2001年人口753。